# 5 janvier 1964
Le dimanche 5 janvier 1964 est le 5e jour de l'année 1964.

## Naissances
- Ahmed Janka Nabay (mort le 2 avril 2018), musicien sierra-léonais
- Corinne Bouchoux, femme politique et ingénieure française
- Djamel Zitouni (mort le 16 juillet 1996), chef du Groupe islamique armé
- Evi Grünenwald-Reimer, joueuse d’échecs suisse
- Jim Cooper (homme politique californien), personnalité politique américain (1964-)
- Miguel Ángel Jiménez, golfeur espagnol
- Nicolas Gros-Verheyde, journaliste français
- Olivier Baroux, comédien, réalisateur et humoriste français, producteur de musique.
- Samuel Chomba (mort le 27 avril 1993), joueur de football zambien
- Yoshinori Sembiki, joueur de football japonais

## Décès
- Cecil Scott (né le 22 novembre 1905), musicien américain
- Eugen Grosche (né le 11 mars 1888), occultiste allemand
- François Vermeille (né le 22 novembre 1927), auteur-compositeur-interprète français

## Événements
- Élection présidentielle centrafricaine de 1964
- Publication du Petit Livre rouge
- Première entrevue depuis cinq siècles, entre le chef de l'Église catholique (Paul VI) et un patriarche de l'Église orthodoxe (le patriarche Benoît Ier de Jérusalem).